# Школа Супергероїв
Школа Супергероїв (англ. Superheroes School) — Єдина державна установа в Україні, яка забезпечує право на освіту осіб віком від трьох до вісімнадцяти років, які перебувають на лікуванні або реабілітації в закладах охорони здоровʼя України.

## Історія
Школу заснувала Євгенія Смірнова — громадська діячка та засновниця ГО Small Heart with Art. Перші уроки відбулися на базі ВІЛ-відділення Київської лікарні «Охматдит» уже в 2016 році. Але клас для дітей цього відділення відремонтували та відкрили 20 червня 2017 року. Далі стояло завдання розширити можливості Школи, аби діти з різних відділень могли відвідувати заняття.
Саме тому, з вересня 2018 року відкрилася Школа Супергероїв 2.0 на базі того ж «Охматдит», але вже в корпусі інтенсивної та еферентної терапії гострих інтоксикацій. Лікарня спеціально виділила приміщення, а ремонт вдалося провести за підтримки спонсорів.
У лютому 2019 року — Школа презентувала соціальну франшизу для створення цілої мережі шкіл по всій Україні, аби діти в будь-якій лікарні країни могли продовжувати навчання та здобувати освіту.
Зараз Школа Супергероїв працює в Києві, Житомирі та незабаром відкриється в Херсоні, Хмельницькому та Дніпрі.

### Головні завдання, які перед собою ставить Школа
- Дати дітям у лікарнях змогу отримувати освіту
- Створити мережу шкіл в лікарнях по всій Україні

### Право на освіту
2017 року школу підтримав 1+1 медіа та ведуча ТСН, куратор проекту «Право на освіту» Наталія Мосейчук. Вона стала куратором Школи супергероїв. Завдяки цьому вдалося зібрати кошти на ремонт нових класів та платню вчителям.
Зусиллями Мосейчук та команди школи з'явилася міжвідомча робоча група з представників Міністерства освіти та науки, охорони здоров'я, громадських діячів, яка розробила документ «Положення про особливості організації форм здобуття загальної середньої освіти в закладах охорони здоров'я». Документ прийняли у грудні 2018 року. Він гарантує дітям право на освіту в медичних закладах. Згодом, у січні 2019 року МОН прийняли новий Закон «Про повну середню освіту», який закріпив право дітей в лікарнях здобувати освіту.

## Як працює школа?
Школа має три форми навчання — групові заняття в класі, індивідуальні уроки біля ліжка та дистанційна форма для дітей, які лежать в ізольованих боксах. Уся програма відповідає офіційній шкільній, але методика викладання враховує режим лікарні.
Заняття проходять для всіх дітей усіх вікових груп 5 днів на тиждень. У Школі немає домашніх завдань та оцінок, замість цього діє система мотивації та бонусів. За активність на уроках учні отримують наліпки, значки, кольорові браслети, а за особливі успіхи раз на три місяці обирають кращого учня — він отримує планшет. Вчителі проходять підготовку та знають, як надавати медичну допомогу, враховувати психологічні особливості учнів та враховувати інтенсивність лікування дітлахів.
Зараз в Школі працює 6 учителів та викладаються такі дисципліни — математика, інформатика, історія, біологія, основи здоров'я, англійська та німецька мови, хімія.

## Навчання

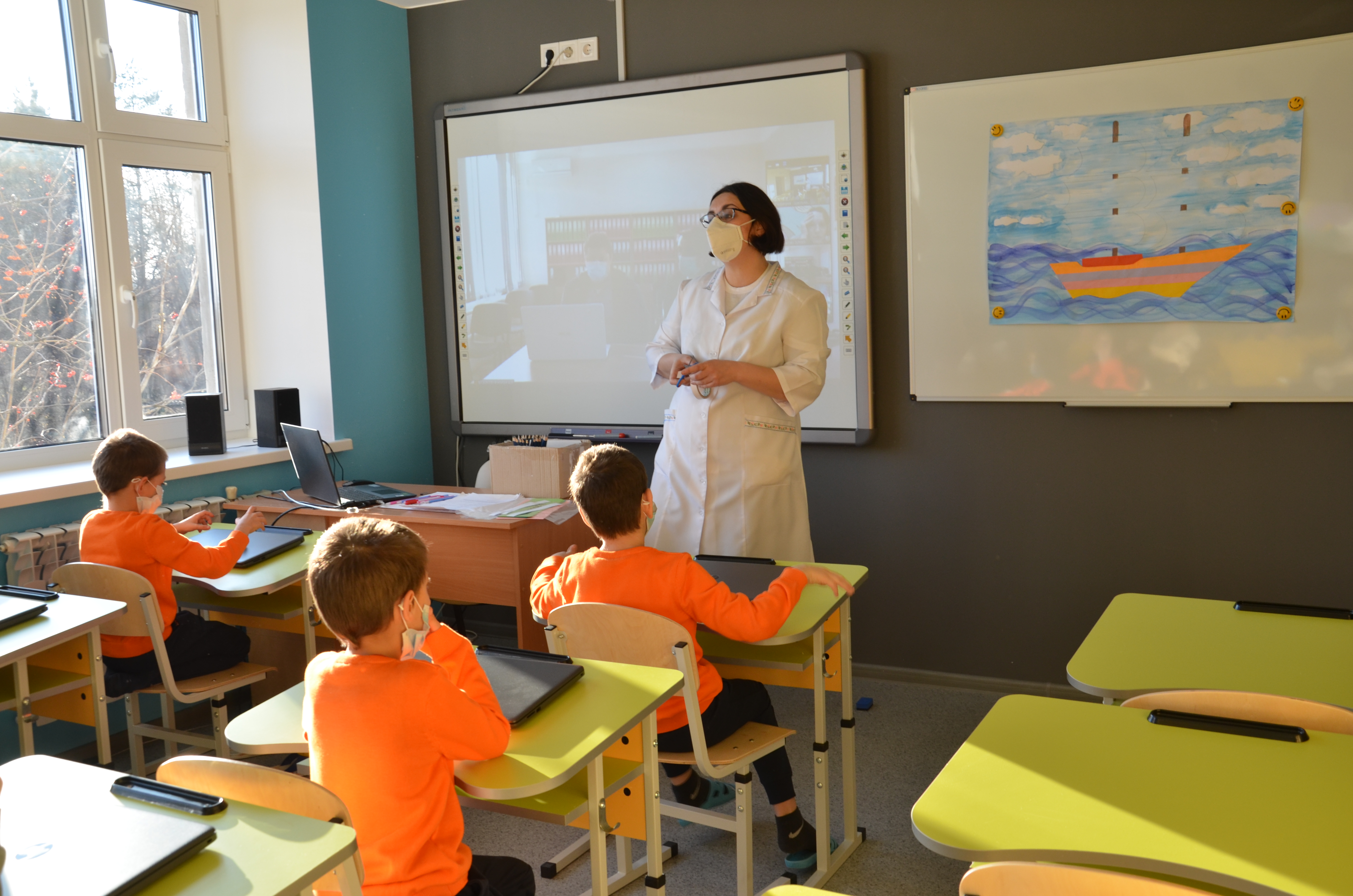
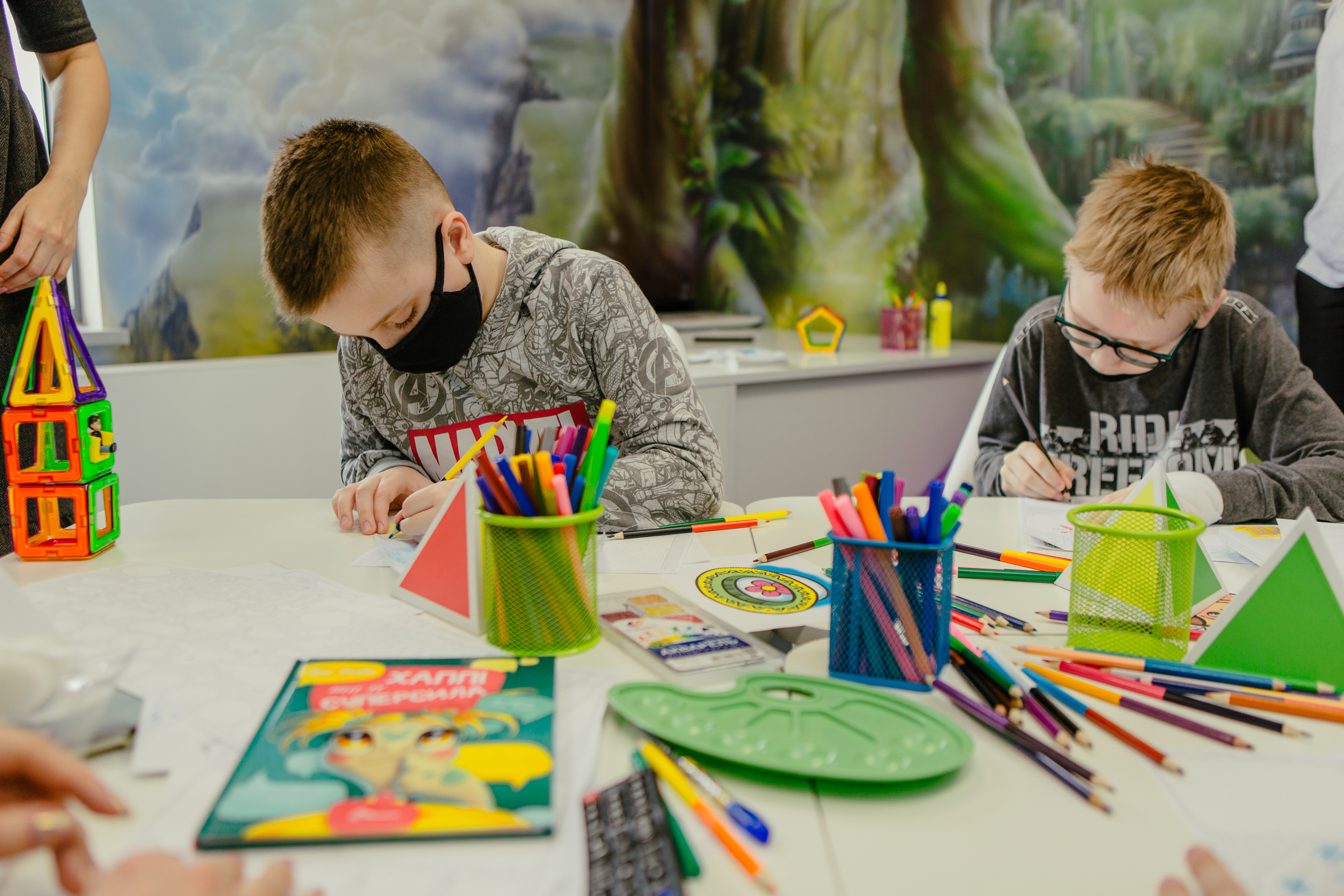
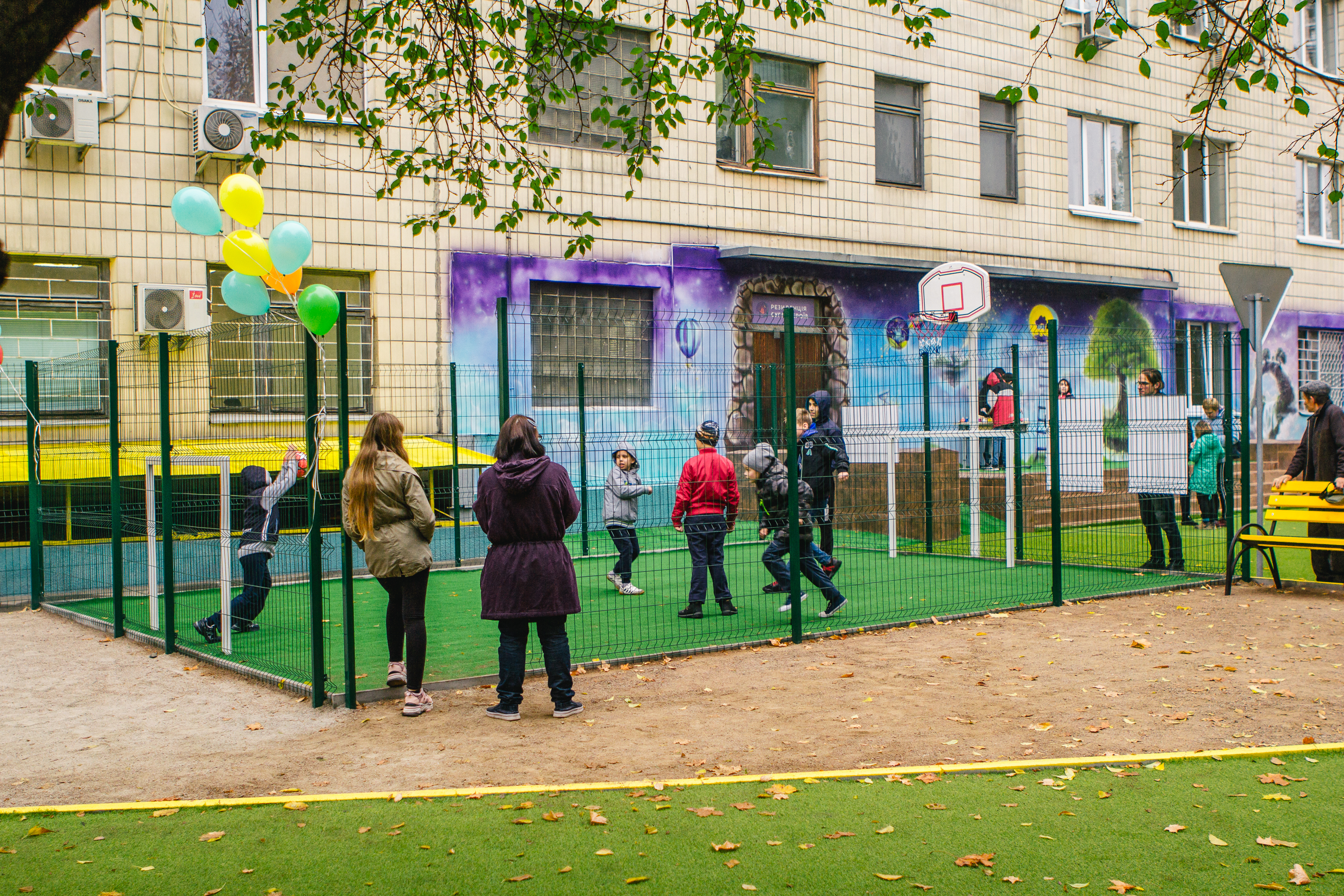
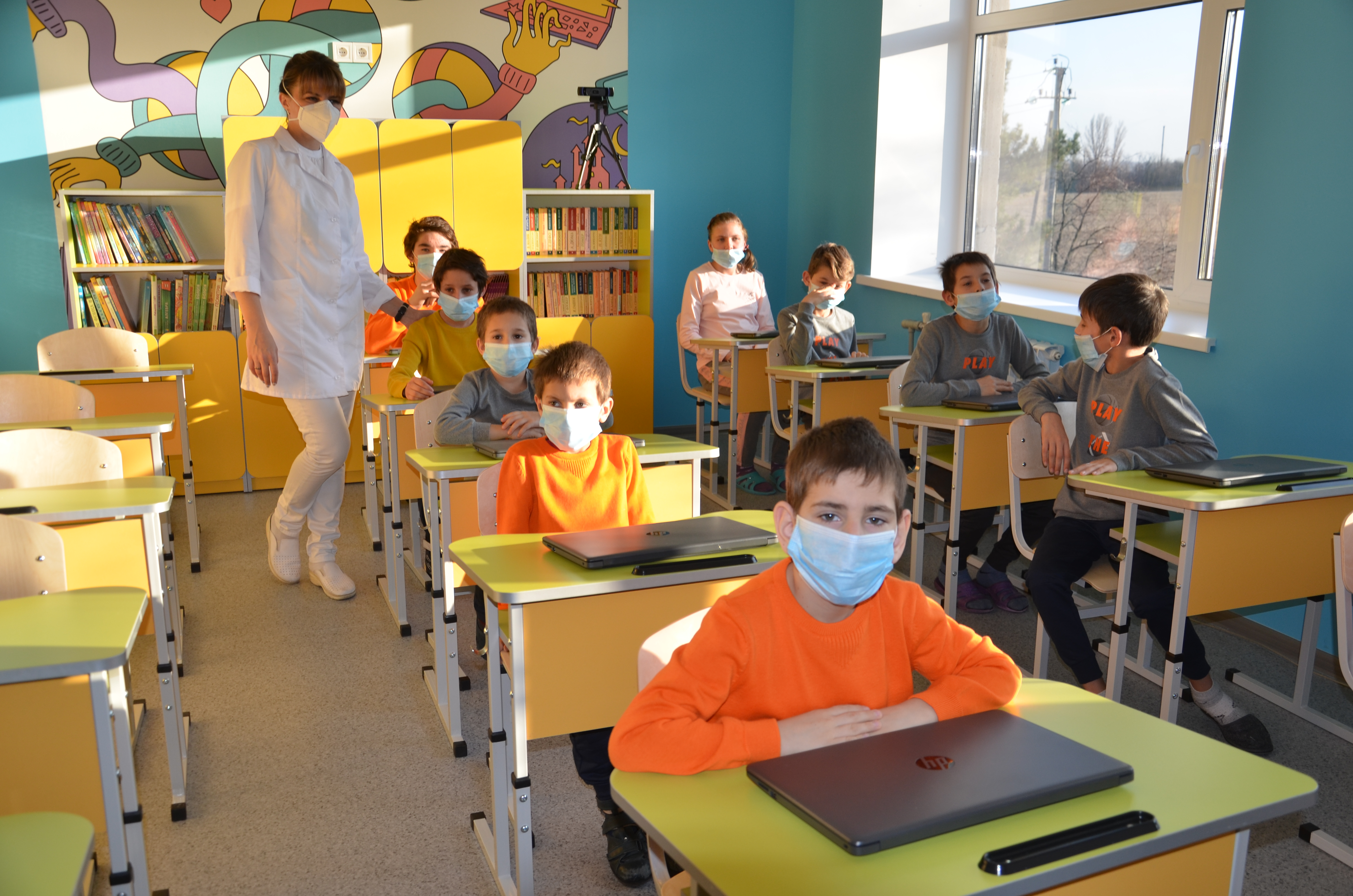
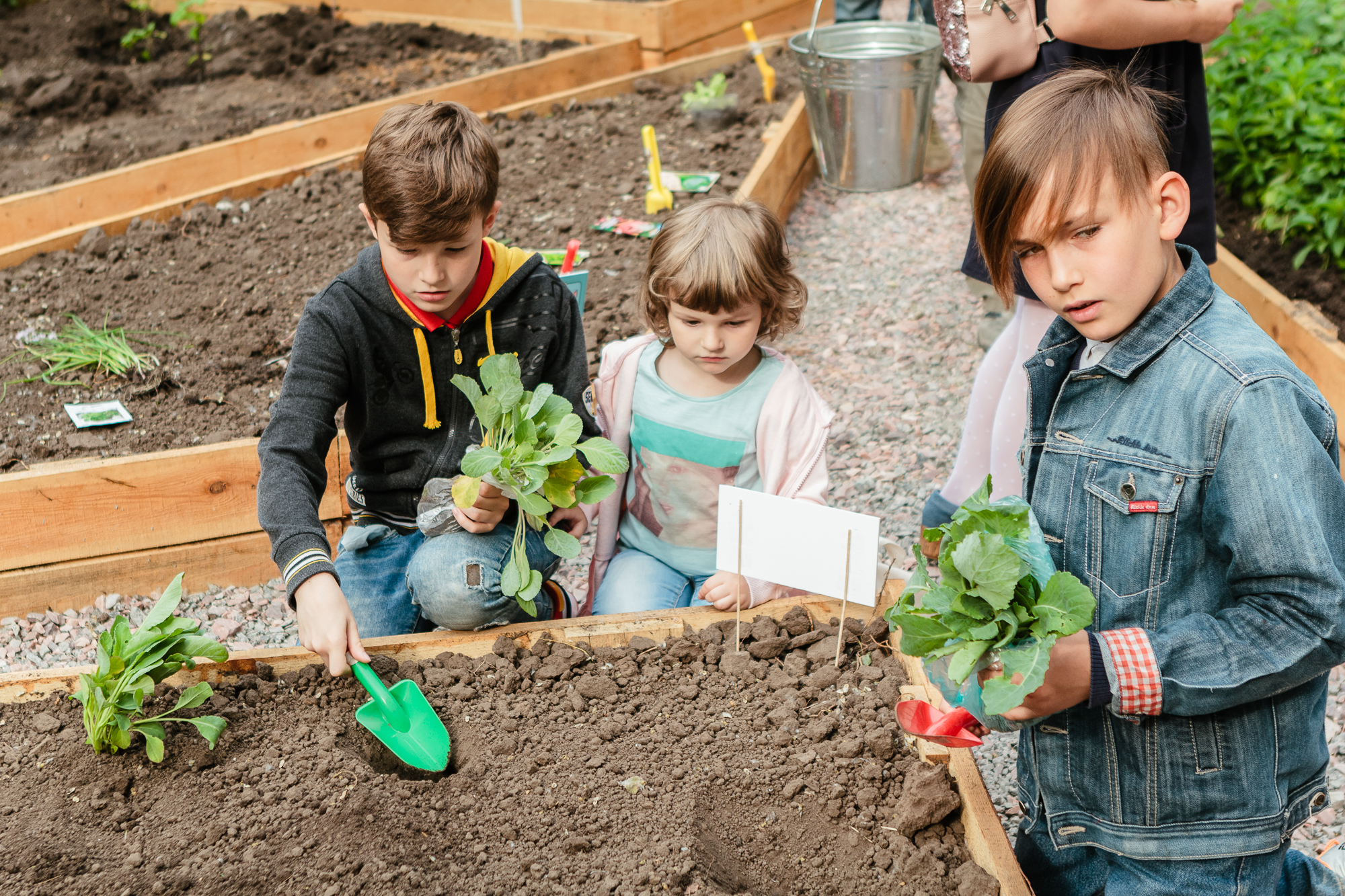
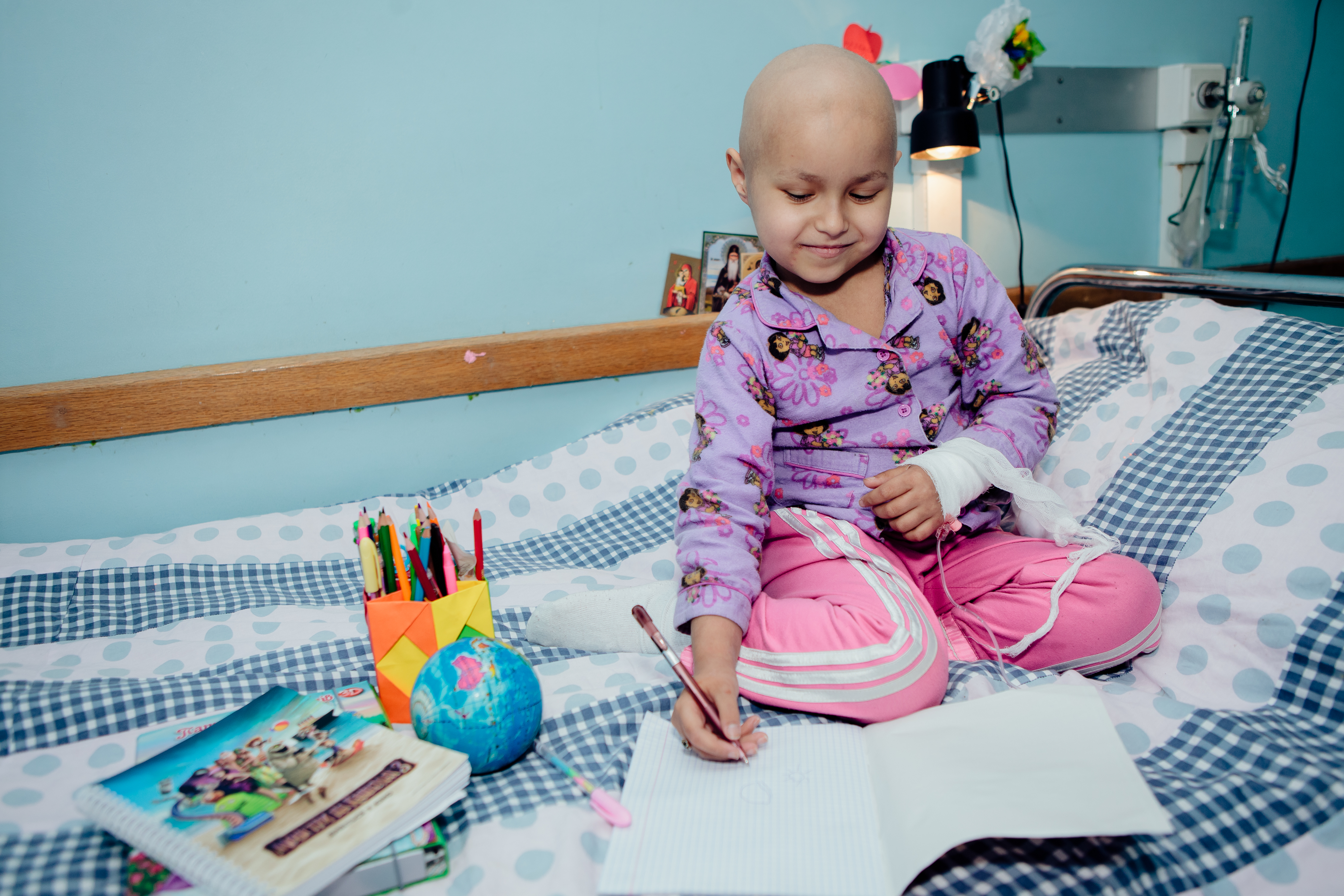
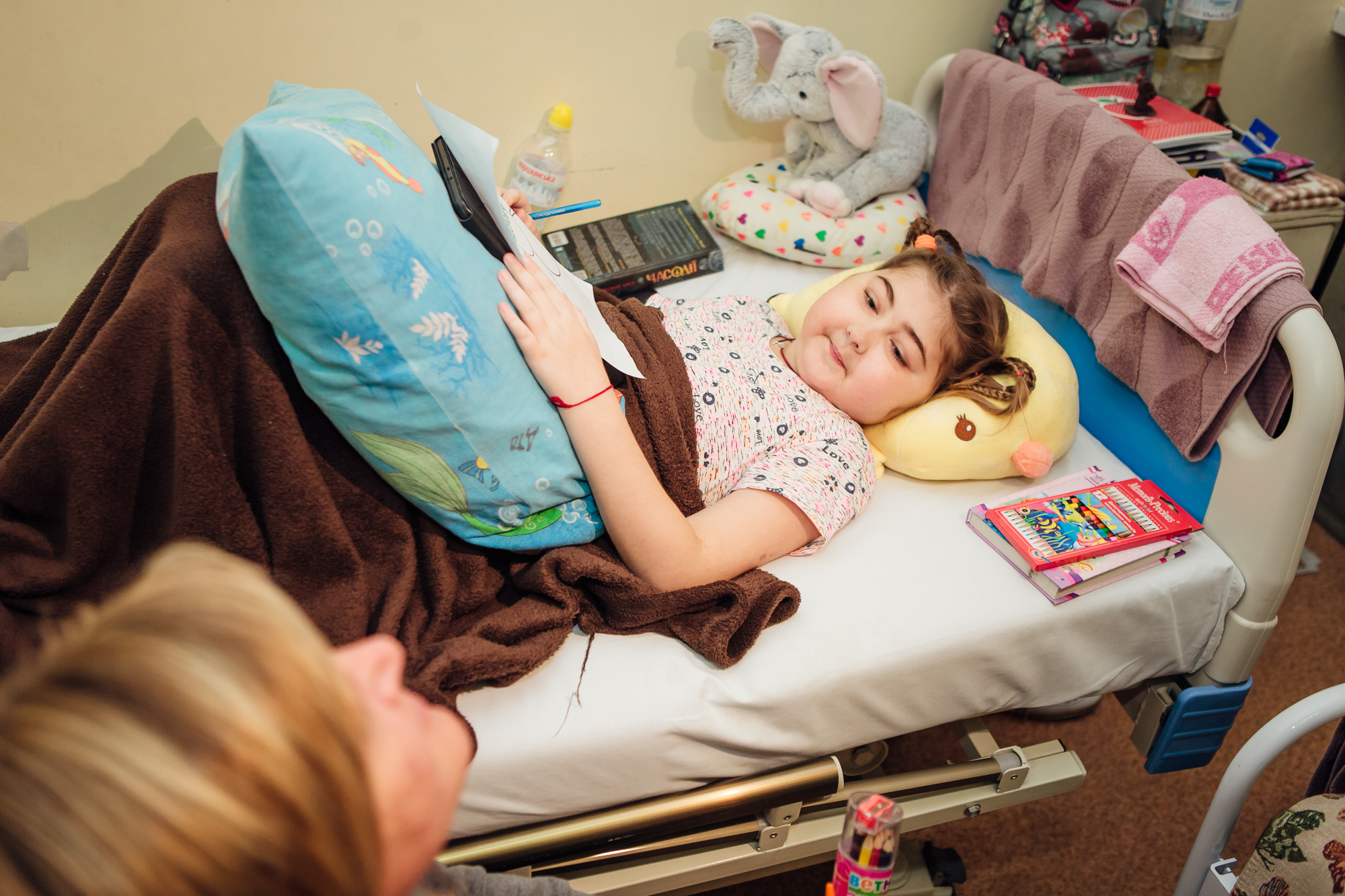
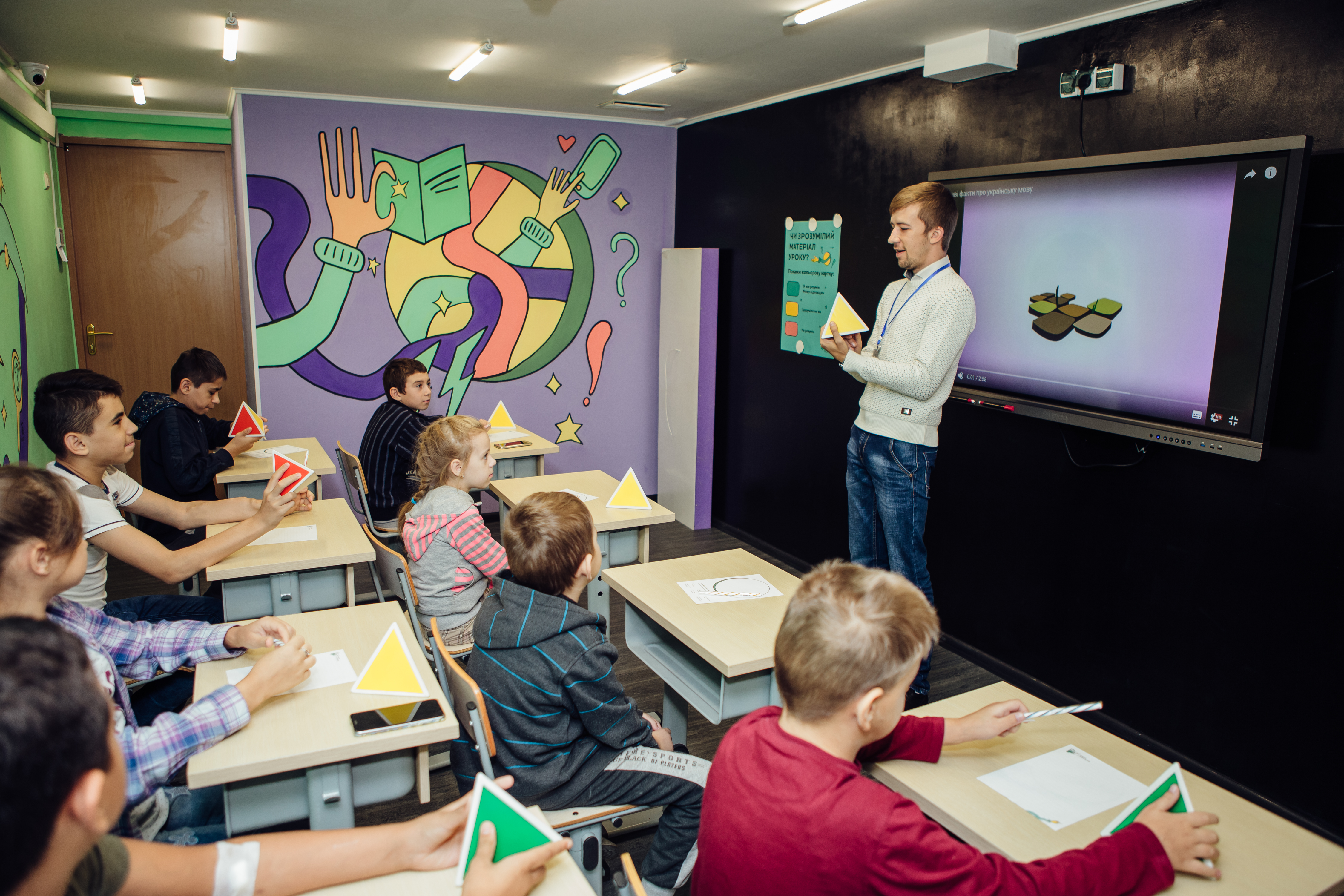